# П'ятихатська сільська рада (Василівський район)
| П'ятихатська сільська рада — колишній орган місцевого самоврядування у Василівському районі Запорізької області з адміністративним центром у с. П'ятихатки. Сільській раді підпорядковані населені пункти: - с. П'ятихатки - с. Жереб'янки - с. Лобкове - с. Малі Щербаки - с. Павлівка |

## Склад ради
Рада складається з 14 депутатів та голови.

## Керівний склад сільської ради
| ПІБ                       | Основні відомості                                                         | Дата обрання | Дата звільнення |
| ------------------------- | ------------------------------------------------------------------------- | ------------ | --------------- |
| Величко Людмила Василівна | Сільський голова, 1970 року народження, освіта, позапартійна              | 26.03.2006   | 31.10.2010      |
| Величко Людмила Василівна | Сільський голова, 1970 року народження, освіта вища, член Партії регіонів | 31.10.2010   |                 |

Примітка: таблиця складена за даними джерела